# Villa Garibaldi (Roncoferraro)
Villa Garibaldi (Vila Garibaldi o Carsèdol in dialetto mantovano) è una frazione del comune di Roncoferraro, in provincia di Mantova, ubicato in un'importante zona di coltivazione e lavorazione del riso.

## Storia
Villa Garibaldi fino al 1867 si chiamò Carzédole, nome proveniente dal carice (carèsa in dialetto), tipica pianta palustre. 
Carzédole è ritenuto il luogo di origine della famiglia Bonacolsi, signori di Mantova.
Dopo l'annessione al Regno d'Italia del 1866, il paese assunse l'attuale denominazione perché si volle celebrare Giuseppe Garibaldi, che soggiornò presso la villa di famiglia di Giuseppe Nuvolari, ricco coltivatore terriero e garibaldino reduce della spedizione dei Mille.

## Monumenti e luoghi d'interesse
Chiesa dei santi Giacomo e Mariano

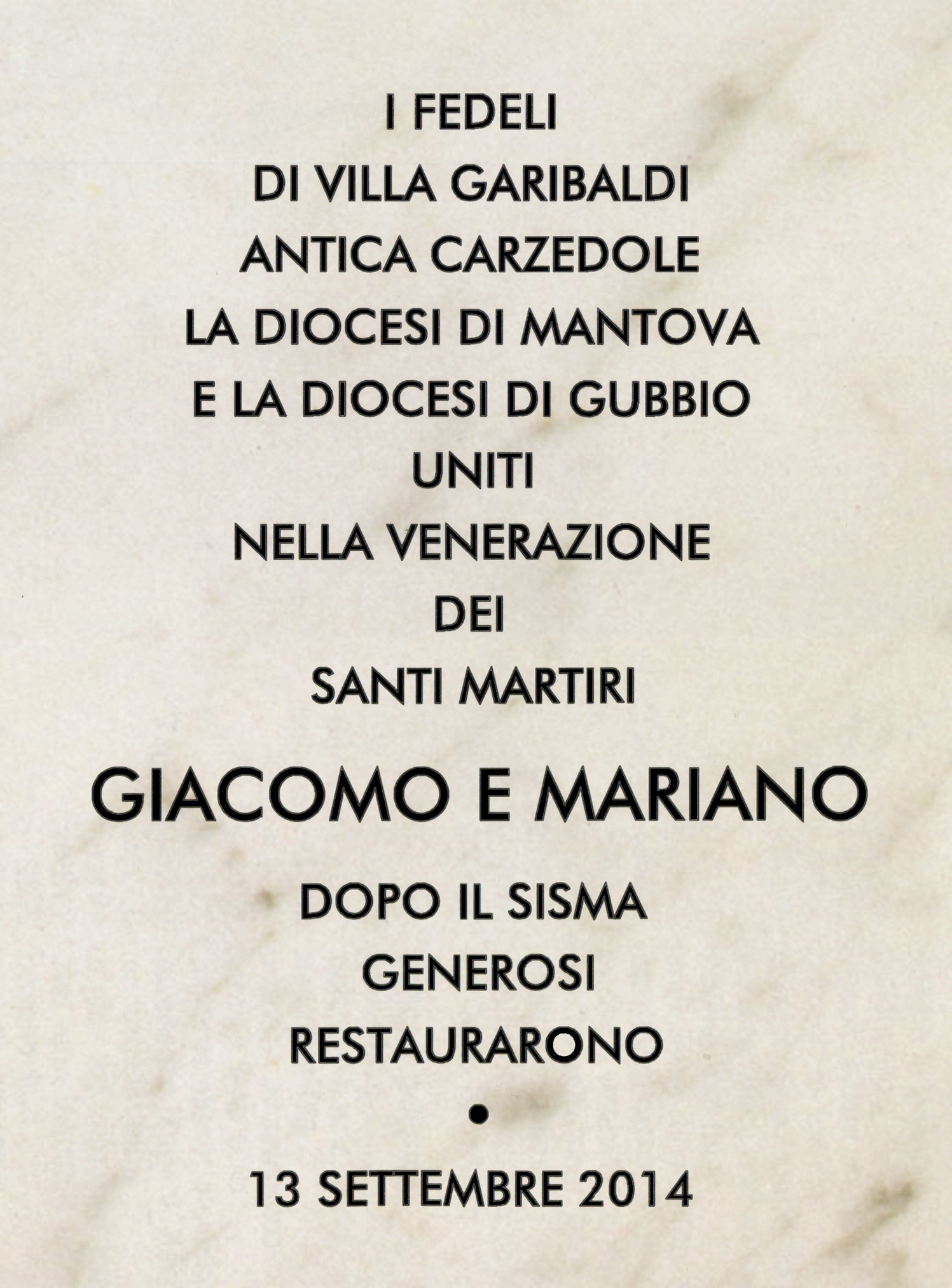
Villa Garibaldi, lapide commemorativa all'interno della chiesa.

Tra i beni artistici si conserva la chiesa parrocchiale, barocca, che è intitolata ai santi Giacomo e Mariano martiri.
La chiesa venne ricostruita a partire dal 1711, dopo che quella precedente era stata distrutta nel periodo della guerra di successione al trono di Spagna (1702). I lavori di ricostruzione si protrassero fino alla seconda metà del Settecento.
L'edificio ha subìto danni consistenti durante il terremoto del 20 e 29 maggio 2012. In seguito, la parrocchia di Villa Garibaldi si è gemellata con la diocesi di Gubbio, dalla quale ha ricevuto aiuti economici per i restauri. Il gemellaggio fa riferimento ai santi Giacomo e Mariano martiri, le cui spoglie mortali sono custodite sotto l'altare maggiore della cattedrale di Gubbio. La chiesa di Villa Garibaldi è stata riaperta al culto il 13 settembre 2014. Nell'occasione è stata collocata una lapide, che ricorda il gemellaggio con Gubbio.
Palazzo Pendasio, chiamato anche "Villa Ramaschi"
Edificato nel 1619 dai conti Pendasio, insigniti del titolo dai Gonzaga, nel 1681 entra nel patrimonio dei Gonzaga di Vescovato, ramo cadetto dell'importante famiglia. Teodora Pendasio aveva sposato il marchese Francesco Gonzaga (1641-1684): alla morte di lei nel 1681, la villa passa nelle mani del marito, rimanendo di proprietà della famiglia per tutto l'Ottocento.

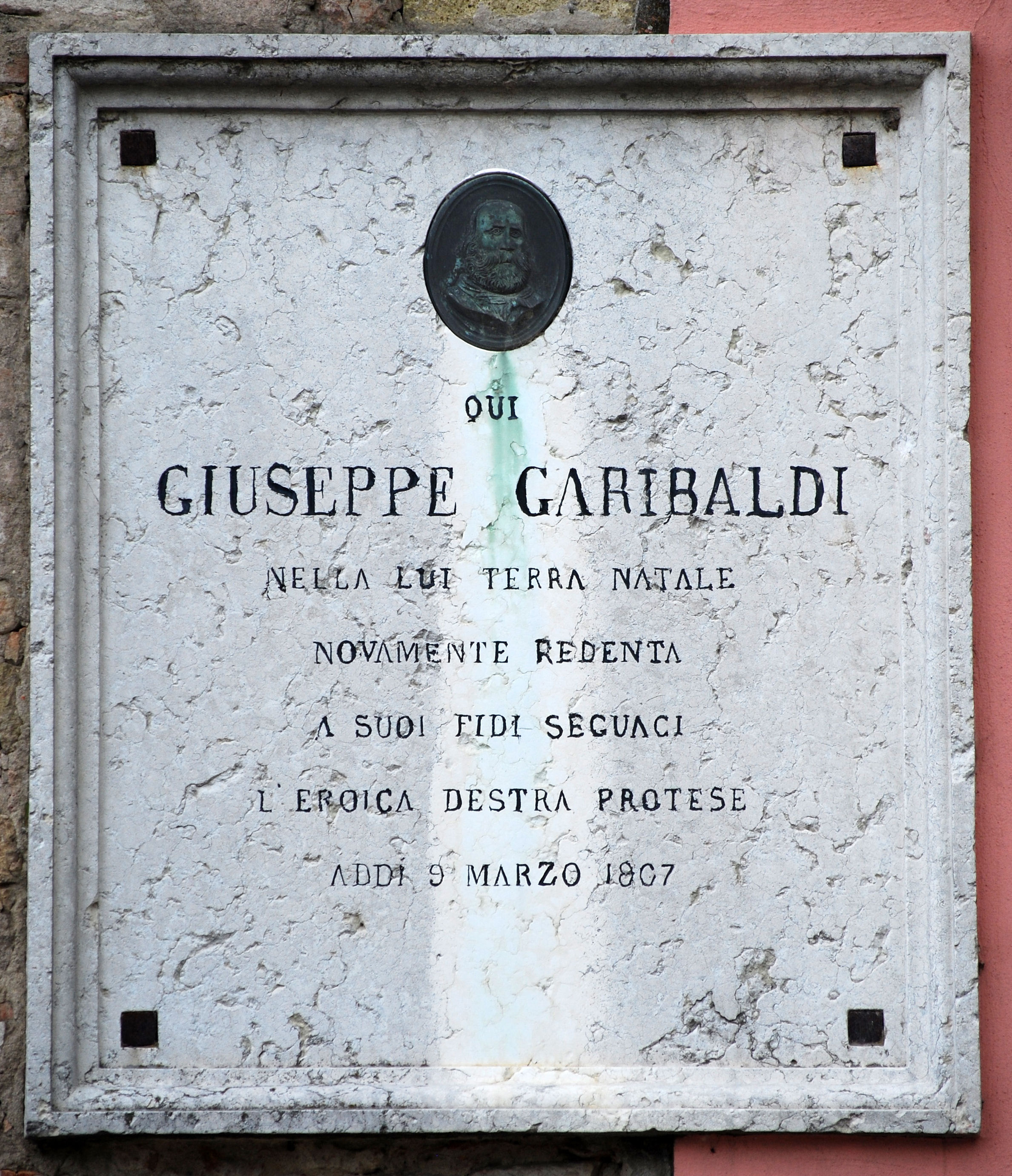
Lapide a Giuseppe Garibaldi